# Volkswagen Touareg
O Volkswagen Touareg é o primeiro utilitário esportivo produzido pela Volkswagen. O modelo foi desenvolvido em parceria com a Porsche.
Muito que conhecem o modelo com um "irmão maior" que o Volkswagen Tiguan, ou até comparam o nome Tiguan com o Volkswagen Taigun.
Também,o carro recebeu leves alterações ao passar dos anos, principalmente em 2011, com o padrão visual global da marca na época.
O Volkswagen Touareg é produzido pelo fabricante alemã de automóveis Volkswagen desde 2002 na planta da Bratislava. O veículo foi nomeado após os tuaregues, um povo berbere grupo de língua no norte da África.

## Segunda geração
Segunda geração foi revelado em 10 de fevereiro de 2010 em Munique e, mais tarde, em 2010 no Salao Internacional de Automovel de Beijing.
O novo Touareg apresenta ao mundo a primeira tecnologia de farol automotivo. Os "sem brilho máximos" ("Dynamic Light Assist"  da Volkswagen). Ao contrário de um feixe de alta adaptação do sistema, o mais novo sistema continuamente e gradualmente ajusta não só o alcance do feixe de alta, mas também o seu padrão. O padrão de feixe muda de direção continuamente para que os veículos em frente para não sejam iluminados, enquanto a área em torno deles está sendo constantemente iluminada à alta intensidade do feixe.

## Galeria
- Primeira geração (2002-2010)
- Segunda geração (2010-2018)
- Terceira geração (2018-presente)

## Reference
1. ↑  «Nya Volkswagen Touareg 2022: pris, datablad, tekniska data»